# ポーター (DD-800)
ポーター (USS Porter, DD-800) は、アメリカ海軍の駆逐艦。フレッチャー級駆逐艦の一隻。艦名はデヴィッド・ポーター代将および彼の息子のデヴィッド・ディクソン・ポーター海軍大将に因む。その名を持つ艦としては4隻目。

## 艦歴
「ポーター」は1943年7月6日にワシントン州シアトルのトッド・パシフィック造船所で起工した。1944年3月13日にジョージアナ・ポーター・カサックスによって命名・進水し、1944年6月24日に艦長R・R・プリンス中佐の指揮下就役した。
カリフォルニア州サンディエゴ沖での整調後、「ポーター」はアラスカ州エイダックに向けて1944年9月16日に出航した。11月21日、第92任務部隊と共に千島列島に対する掃討および松輪島の日本軍施設に対する砲撃を行う。1945年1月5日には幌筵島の摺鉢湾での掃討攻撃を行い、2月18日の晩には Kurabu Zaki を砲撃した。5月15日、オホーツク海の日本軍艦艇に対する広範囲な掃討に参加し、擂鉢湾への砲撃を行った。6月10日と11日には松輪島へ再び砲撃を行う。6月25日、オホーツク海での掃討作戦中に小型船団に遭遇、砲撃により2,000トンの商船を撃沈した。
終戦時「ポーター」はオレゴン州ポートランドでオーバーホールの途中にあった。作業は9月1日まで行われ、その後シアトルからサンフランシスコまで空母「エンタープライズ (USS Enterprise, CV-6) 」の護衛を行った後、サンディエゴで回復訓練に従事し、続いて東海岸に向かった。1946年7月3日、「ポーター」は現役任務を外れ予備役となり、大西洋予備役艦隊に加わりサウスカロライナ州チャールストンに係留された。
「ポーター」は1951年2月9日に再就役し、1952年6月18日から9月14日まで第95任務部隊と共に韓国水域で活動した。「トレインバスターズ・クラブ」の一員として北朝鮮の列車1両を破壊し、2両に損害を与えた。1953年8月10日、再び予備役となりバージニア州ノーフォークに停泊した。
「ポーター」は1972年10月1日に除籍され、1974年3月21日に売却、スクラップとして解体された。
「ポーター」は第二次世界大戦の戦功で1個の、朝鮮戦争の戦功で1個の従軍星章を受章した。